# Rob Woodall

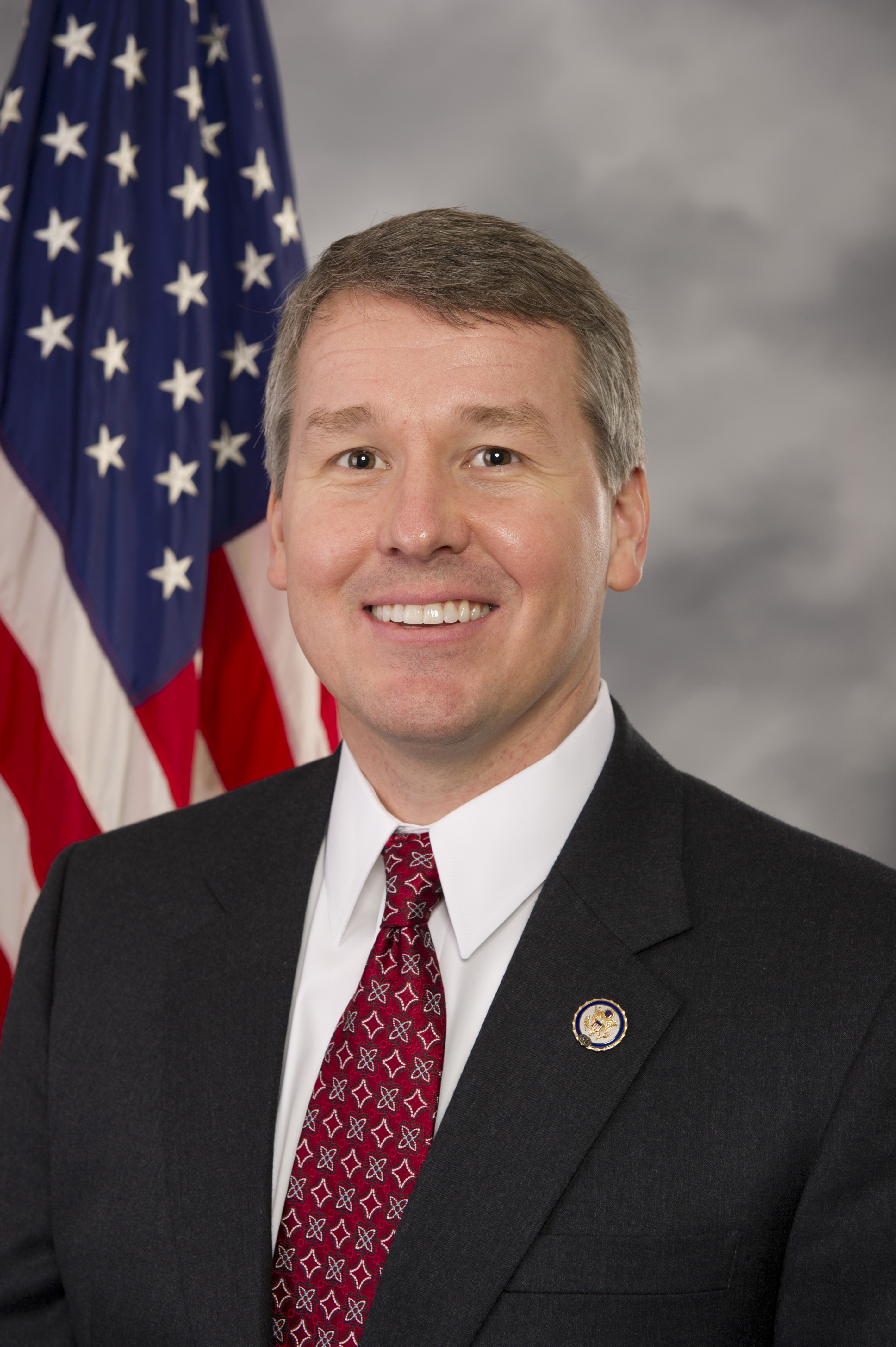
Rob Woodall, vor 2011

Robert „Rob“ Woodall (* 11. Februar 1970 in Athens, Georgia) ist ein US-amerikanischer Politiker der Republikanischen Partei. Von 2011 bis 2021 vertrat er den 7. Kongresswahlbezirk des Bundesstaats Georgia im Repräsentantenhaus der Vereinigten Staaten.

## Werdegang
Robert Woodall besuchte sowohl private als auch öffentliche Schulen. Bis 1988 war er an der Marist School in Atlanta. Danach studierte er bis 1992 an der Furman University in Greenville (South Carolina). Daran schloss sich ein Jurastudium an der University of Georgia an, das er nach einer Unterbrechung im Jahr 1998 beendete. Zwischen 1994 und 2010 arbeitete er im Stab des Kongressabgeordneten John Linder.
Bei der Wahl 2010 wurde er im 7. Kongresswahlbezirk des Staates Georgia in das US-Repräsentantenhaus in Washington, D.C. gewählt, wobei er den Demokraten Doug Heckman deutlich besiegte. Er trat am 3. Januar 2011 die Nachfolge Linders an. Bei den folgenden Kongresswahlen wurde er jeweils bestätigt, bei der Halbzeitwahl im November 2018, als die Republikaner ihre Mehrheit im Repräsentantenhaus verloren, erreichte er allerdings das knappste Ergebnis in den USA. Nach einer angeordneten Nachzählung hatte er weniger als fünfhundert Stimmen Vorsprung auf Carolyn Bourdeaux, die Kandidatin der Demokraten. Der früher verlässlich konservative Wahlbezirk, der in demographisch diverser werdenden, wohlhabenden Vorstädten Atlantas liegt, gehört wie der Nachbarwahlkreis, in dem die Demokratin Lucy McBath 2018 die republikanische Mandatsinhaberin Karen Handel schlug, zu den Gebieten, in denen die Demokraten während Donald Trumps erster Präsidentschaft am stärksten hinzugewannen. Im Februar 2019 gab Woodall bekannt, bei der Wahl 2020 nicht wieder zu kandidieren, womit sein Sitz zu einer der besten Siegmöglichkeiten für die Demokraten bei der kommenden Wahl wurde. Bourdeaux trat 2020 wieder an und wurde gewählt. Woodalls Mandat endete am 3. Januar 2021.

## Positionen
Woodall gilt als zurückhaltender Fachpolitiker für Haushaltspolitik und gehörte unter anderem dem mächtigen Ausschuss für Geschäftsordnung und dem Verkehrsausschuss an.